# Аквафина
Аквафи́на (англ. Awkwafina [ˌɔkwəˈfɪnə] (Оквафи́на); настоящее имя — Но́ра Лам (англ. Nora Lum); род. 2 июня 1988, Нью-Йорк, США) — американская певица и актриса кино, телевидения и озвучивания. Лауреат премий «Золотой глобус» (2020) и «Сатурн» (2022).
Псевдоним Awkwafina происходит от слов awkward (с англ. — «неуклюжий, неловкий») и fine (с англ. — «хороший, отличный, превосходный»).
Известна по фильмам «Восемь подруг Оушена» (2018), «Безумно богатые азиаты» (2018), «Прощание» (2019) (за главную роль в этом фильме Лам была удостоена премии «Золотой глобус», став первой актрисой азиатского происхождения, получившей эту премию в данной категории) и «Шан-Чи и легенда десяти колец» (2021).
Аквафина выпустила 2 альбома: Yellow Ranger (2014) и In Fina We Trust (2018). Кроме того, она участвовала в телевизионных проектах: таких, как «Код девушки», «Человек будущего» и «Saturday Night Live».

## Биография
Нора Лам родилась в Нью-Йорке в 1988 году, в семье американца китайского происхождения Уолли и художницы-иммигрантки из Южной Кореи. Она выросла в Форест-Хиллз, Квинс, в Нью-Йорке. Её прадед был китайским иммигрантом в 1940-х годах, который открыл кантонский ресторан Lum’s в Флашинге, в Квинсе. Мать Лам умерла, когда ей было четыре года, и её воспитывала бабушка.
Лам училась в школе LaGuardia High School, где играла на трубе и обучалась классической и джазовой музыке. В 16 лет она присвоила себе сценическое имя Аквафина, означающее «человек, которого я подавила», и альтер эго её «тихой и пассивной» личности в годы её колледжа. Лам специализировалась на журналистике и женских исследованиях в Университете в Олбани. С 2006 по 2008 год она посещала Пекинский университет языка и культуры в Китае, где изучала севернокитайский язык.
По её словам, на неё как личность повлияли Чарльз Буковски, Анаис Нин, Джоан Дидион, Том Уэйтс и Чет Бейкер. До карьеры в сфере развлечений Лам была стажёром в изданиях Gotham Gazette и Times Union, а также ассистенткой в издательском доме Rodale.
Аквафина живёт в Бруклине, Нью-Йорк.
В музыке
Лам начала читать рэп в возрасте 13 лет. В 2012 году она завоевала популярность благодаря песне «My Vag». Видео собрало более двух миллионов просмотров на YouTube. Её сольный альбом Yellow Ranger был выпущен 11 февраля 2014 года. EP включил в себя ряд её предыдущих синглов, выпущенных на YouTube, включая заглавный трек «Yellow Ranger», «Queef» и «NYC Bitche $».
Она была участницей фестиваля Tenacious D’s Supreme 25 октября 2014 года. В 2016 году певица работала над песней, высмеивающей азиатские стереотипы, «Зеленый чай», вместе с комиком Маргарет Чо. Выпустила EP под названием In Fina We Trust 8 июня 2018 года.
В кино
В 2016 году Лам сыграла в фильме «Соседи. На тропе войны 2», а в 2018 году вышла комедия «Чувак» при участии актрисы. Кроме того, она озвучила одного из персонажей в анимационной комедии «Аисты».
В 2017 году актриса приняла участие в съёмках фильма «Безумно богатые азиаты» компании Warner Bros.; ей досталась роль Пейк Лин, подруги Рейчел Чу по колледжу (её сыграла Констанс Ву). Позже она снялась в спин-оффе трилогии «Друзья Оушена», «Восемь подруг Оушена».
В апреле 2018 года Лам получила роль в фантастической мелодраме режиссёра Алисы Уоддингтон «Райские холмы» с участием Эммы Робертс, Миллы Йовович и Джереми Ирвина. Мировая премьера фильма состоялась на кинофестивале «Сандэнс» в январе 2019 года.
В 2019 году Лам исполнила главную роль в американской драме «Прощание», за что получила премию «Золотой глобус», а также сыграла в приключенческом фильме «Джуманджи: Новый уровень» (сиквеле «Джуманджи: Зов джунглей»).
В январе 2021 года в российский прокат вышла драматическая комедия «Дать дуба в округе Юба» при участии Аквафины. В 2023 году вышло музыкальное фэнтези «Русалочка», в котором актрисе отдана роль чайки Скаттл.
На телевидении
В 2014 году Лам присоединилась к актёрскому составу третьего сезона сериала «Код девушки». В 2015 году она появилась в спин-оффе сериала под оригинальным названием «Girl Code Live» на MTV.
Лам снималась в сериале «Человек будущего», который был выпущен в ноябре 2017 года. Лам стала второй американкой с восточно-азиатскими корнями (после Люси Лью), принимавшей участие в съёмках для шоу Saturday Night Live.
Активизм, писательство
Лам поддержала голливудское движение против сексуальных домогательств, а также высказывалась за необходимость привлекать больше женщин-режиссёров в кино и против стереотипов, касающихся азиатов в медиа.
Лам была удостоена звания «Прорыв года» в декабре 2017 года.
Также Лам фигурировала в кампании Gap «Logo Remix» наряду с другими деятелями искусства, «ремикширующими культуру на своих собственных условиях».
В 2015 году Лам выпустила собственный путеводитель по Нью-Йорку.

## Фильмография
| Год  |    | Русское название                     | Оригинальное название                     | Роль                         |
| ---- | -- | ------------------------------------ | ----------------------------------------- | ---------------------------- |
| 2015 | мс | Обычный мультик                      | Regular Show                              | Яблоко                       |
| 2016 | ф  | Соседи. На тропе войны 2             | Neighbors 2: Sorority Rising              | Кристин                      |
| 2016 | мф | Аисты                                | Storks                                    | Перепел                      |
| 2016 | с  | Мэри + Джейн                         | Mary + Jane                               | Джина                        |
| 2017 | с  | Человек будущего                     | Future Man                                | женщина в магазине видео-игр |
| 2018 | ф  | Чувак                                | Dude                                      | Ребекка                      |
| 2018 | ф  | Восемь подруг Оушена                 | Ocean's Eight                             | Констанция                   |
| 2018 | ф  | Безумно богатые азиаты               | Crazy Rich Asians                         | Го Пек Лин                   |
| 2018 | мс | Звери                                | Animals.                                  | Энни                         |
| 2019 | ф  | Прощание                             | The Farewell                              | Билли                        |
| 2019 | ф  | Райские холмы                        | Paradise Hills                            | Ю                            |
| 2019 | с  | Странный город                       | Weird City                                | Шарлотта                     |
| 2019 | мс | Симпсоны                             | The Simpsons                              | Доктор Чанг/Кармен           |
| 2019 | мс | Тука и Берти                         | Tuca & Bertie                             | грудь Берти                  |
| 2019 | мф | Angry Birds 2 в кино                 | The Angry Birds Movie 2                   | Кортни                       |
| 2019 | с  | Тёмный кристалл: Эпоха сопротивления | The Dark Crystal: Age of Resistance       | Коллектор                    |
| 2019 | ф  | Джуманджи: Новый уровень             | Jumanji: The Next Level                   | Минь Флитфут                 |
| 2020 | с  | Аквафина: Нора из Куинса             | Awkwafina Is Nora from Queens             | Нора                         |
| 2020 | мф | Губка Боб в бегах                    | The SpongeBob Movie: Sponge on the Run    | Отто                         |
| 2021 | ф  | Дать дуба в округе Юба               | Breaking News in Yuba County              | Кави                         |
| 2021 | мф | Райя и последний дракон              | Raya and the Last Dragon                  | Сису                         |
| 2021 | ф  | Шан-Чи и легенда десяти колец        | Shang-Chi and the Legend of the Ten Rings | Кэти Чен                     |
| 2021 | ф  | Лебединая песня                      | Swan Song                                 | Кейт                         |
| 2022 | мс | Пацаны: Осатанелые                   | The Boys Presents: Diabolical             | Скай                         |
| 2022 | мф | Плохие парни                         | The Bad Guys                              | Мисс Тарантула               |
| 2023 | ф  | Ренфилд                              | Renfield                                  | Ребекка                      |
| 2023 | ф  | Русалочка                            | The Little Mermaid                        | Скаттл                       |
| 2023 | мф | Однажды в студии                     | Once Upon a Studio                        | Сису                         |
| 2023 | мф | Миграция                             | Migration                                 | Чамп                         |
| 2024 | мф | Кунг-фу панда 4                      | Kung Fu Panda 4                           | Чжэнь                        |
| 2024 | ф  | Воображаемые друзья                  | IF                                        | Баббл                        |
| 2024 | ф  | Джекпот!                             | Jackpot!                                  | Кэти                         |
| 2025 | с  | Чёрное зеркало                       | Black Mirror                              | Кимми                        |
| 2025 | с  | Покерфейс                            | Poker Face                                | Мэдди                        |
| 2025 | мф | Плохие парни 2                       | The Bad Guys 2                            | Мисс Тарантула               |
| 2025 | мс | Зомби Marvel                         | Marvel Zombies                            | Кэти                         |
| 2026 | мф | Дикий лес                            | Wildwood                                  | миссис Маккил                |
|      | ф  | Человек с мешком                     | The Man with the Bag                      |                              |